# Meri (Ozirisz-főpap)
Meri ókori egyiptomi pap volt, Ozirisz főpapja Abüdoszban a XIX. dinasztia idején, I. Széthi és II. Ramszesz uralkodása alatt.
Apja, Hat szintén Ozirisz főpapja volt, anyját Juinak hívták. Meri apját követte a főpapi székben I. Széthi uralkodása alatt, és II. Ramszesz uralkodásának első évtizedében is betöltötte ezt a pozíciót. Felesége, Maianui a főpapi pozíciót Hat előtt betöltő To (más néven Tjai) lánya volt.
Merinek és Maianuinak két fia ismert, Wenennofer, aki követte apját a főpapi székben, és Paréhotep, aki vezír lett. Meri neve Wenennofer számos emlékművéről ismert. Egy közös szobruk, mely ma a kairói Egyiptomi Múzeumban található (Cairo JdE 35257) említi, hogy Meri szülei Hat, Ozirisz főpapja, és Jui. Egy abüdoszi családi emlékművön (Cairo Museum JdE 35258) Meri két jelvényt tart kezében. A Wenennofer abüdoszi sírkápolnájában talált töredékek is említik szüleit.

## Fordítás
- Ez a szócikk részben vagy egészben  a   Mery (High Priest of Osiris) című angol Wikipédia-szócikk ezen változatának fordításán alapul.  Az eredeti cikk szerkesztőit annak laptörténete sorolja fel. Ez a jelzés csupán a megfogalmazás eredetét és a szerzői jogokat jelzi, nem szolgál a cikkben szereplő információk forrásmegjelöléseként.